# Jepara
Jepara este un oraș din Indonezia.